# Glacier Reeves
Le glacier Reeves est un large glacier de vallée de l'Antarctique du côté de la baie Terra Nova ; il s'étend entre le mont Nansen et le mont Larsen.